# Царь Константин (линейный корабль, 1779)
«Царь Константин» — 74-пушечный парусный линейный корабль Балтийского флота России. Один из четырёх кораблей одноимённого типа. Был заложен 24 апреля (5 мая) 1770 года в Санкт-Петербургском Адмиралтействе, спущен на воду 24 июня (5 июля) 1779 года. Строительство велось корабельными мастерами М. Д. Портновым, И. В. Ямесом.
Корабль принимал участие в «вооружённом нейтралитете» и войне с Швецией 1788—1790 годов.

## История службы
20 июня 1782 года в качестве флагмана эскадры вице-адмирала В. Я. Чичагова отправился из Кронштадта в Средиземное море по маршруту Копенгаген — Дильский рейд — мыc Финистерре — Лиссабон — Гибралтар и 6 ноября пришёл в Ливорно, где капитан корабля Н. С. Мордвинов влюбился и обвенчался с англичанкой Генриеттой Коблей.
Около мыса Финистерре корабль попал в сильный шторм, были повреждены руль и румпель из-за чего «Царь Константин» в течение 14 часов был лишён управления. Весной 1784 года корабль ходил на ремонт в порт Ферайо.
13 мая 1784 года корабль в составе эскадры покинул Ливорно и пошёл в Россию по маршруту Гибралтар — Ла-Манш — Копенгаген и 21 августа прибыл в Кронштадт. В 1785 и 1786 он, в составе эскадр, ходил в плавания в Балтийском море до острова Борнгольм.

### Русско-шведская война
21 июля 1788 года корабль соединился с флотом, находящимся у острова Сескар.
С 25 июля по 21 сентября «Царь Константин» в составе флота крейсировал в Финском заливе, 21 сентября пришёл на Ревельский рейд, а 16 октября — в Кронштадт. 12 мая 1790 года в составе эскадры вице-адмирала А. И. Круза корабль вышел из Кронштадта и отправился в крейсерство в район м. Стирсуден — Красная Горка. 23-24 мая «Царь Константин» принимал участие в Красногорском сражении. Во время боя 11 пушек на корабле разорвались в дульной части. Погибло два человека, 16 было ранено. Преследуя шведские суда 29 мая русская эскадра вошла в Выборгский залив и 9 июня «Царь Константин», под командованием Н. С. Скуратова, занял место в составе главных сил.
22 июня корабль принял участие в Выборгском сражении. Обрубив якорные канаты он пошёл на помощь отряду контр-адмирала И. А. Повалишина. «Царь Константин» подошёл к сидящему на мели шведскому кораблю, однако тот загорелся и взорвался.
13 июля корабль с флотом прибыл на Ревельский рейд, а 13 сентября — в Кронштадт. С мая по август 1791 года «Царь Константин» стоял на рейде у Кронштадта и на нём проводилось обучение экипажа. В 1792 году корабль в составе эскадры совершил практическое плавание в Балтийском море до острова Готланд. В 1795 году — в Финский залив с гардемаринами и мичманами. В 1796 и 1797 годах корабль также выходил в плавания в Финский залив.

## Командиры
Командирами корабля служили:
1. 1779 — Б. И. Воронов
2. 1782—1784 — Н. С. Мордвинов
3. 1785 — Е. Е. Тет
4. 1786 — С. Г. Коковцев
5. 1788 — Ф. И. Калугин
6. 1790 — Н. С. Скуратов
7. 1791—1796 — И. И. Дубровин
8. 1797 — К. И. Гревенс
9. 1799 — Н. И. Броун